# Frank Loomis
Frank Farmer Loomis, Jr. (22. srpna 1896 Saint Paul, Minnesota – 4. dubna 1971 New Port Richey, Florida) byl americký atlet, olympijský vítěz v běhu na 400 metrů překážek z roku 1920.

## Život
Byl mistrem USA v běhu na 220 yardů překážek v letech 1917 a 1918 a také v běhu na 440 yardů překážek v roce 1920. Během olympijských her v roce 1920 byl hlavním favoritem ve finále běhu na 400 metrů překážek jeho krajan John Norton, který dva měsíce před olympiádou vytvořil světový rekord 54,2. V samotnm závodě však zvítězil Loomis před Nortonem v novém světovém rekordu 54,0.